# Fátima Bernardes
Fátima Gomes Bernardes (Rio de Janeiro, 17 de setembro de 1962) é uma jornalista e apresentadora brasileira. Iniciou sua carreira em 1987 como repórter e ficou nacionalmente conhecida a partir de 1989 como apresentadora do Jornal da Globo. 
Passou também pelo Fantástico, Jornal Hoje e Jornal Nacional, onde ficou de 1998 a 2011. Entre 2012 a 2022, apresentou um programa próprio durante as manhãs, o Encontro com Fátima Bernardes.

## Biografia
Filha de Eunice Gomes e Amâncio da Costa Bernardes, Fátima nasceu e foi criada no Méier, subúrbio carioca. Aos sete anos passou a frequentar aulas de balé, tornando-se bailarina profissional na adolescência e no início da vida adulta. Durante toda sua vida acadêmica estudou no Colégio Pedro II. Optou por deixar o balé ao passar no vestibular, tendo cursado jornalismo na Universidade Federal do Rio de Janeiro (UFRJ), a fim de ser crítica de dança. Em 1983 começou a trabalhar no jornal O Globo como repórter de um caderno regional.
Em fevereiro de 1987, entrou para a TV Globo após ser aprovada em um concurso de telejornalismo da emissora. Meses depois passou também a apresentar o RJTV. Em maio de 1989 assumiu a apresentação do Jornal da Globo ao lado de Eliakim Araújo e em julho de 1989, passou a dividir a bancada com William Bonner. Em 1993, começou a apresentar a revista eletrônica Fantástico ao lado de Celso Freitas e Sandra Annenberg. Em 1 de abril de 1996 assumiu a apresentação e edição do Jornal Hoje, voltando ao Fantástico em 1997, formando dupla com Pedro Bial.
Em março de 1998, tornou-se âncora do Jornal Nacional, o principal telejornal da emissora, ao lado do então marido William Bonner, cargo que ocupou até 5 de dezembro de 2011. Neste cargo, destacou-se entre outras coisas por ser a enviada especial da TV Globo para a Copa do Mundo FIFA, sendo quatro no total. Fátima Bernardes é, também, recordista do prêmio cedido pelo programa Domingão do Faustão, Melhores do Ano, garantindo cinco estatuetas no decorrer dos anos de 2004, 2005, 2006, 2007 e 2011.
Em 1 de dezembro de 2011, a TV Globo anunciou em uma coletiva de imprensa mudanças na apresentação do Jornal Nacional. Após quase 14 anos, Fátima Bernardes deixou a bancada do telejornal em 5 de dezembro de 2011 para assumir um programa próprio. Quem entrou no Jornal Nacional para dividir a apresentação com William Bonner foi Patrícia Poeta que estava há cinco anos no Fantástico. Questionada sobre a continuidade de seu trabalho televisivo, Fátima disse: "O que eu posso adiantar é que eu continuarei com funções jornalísticas. Esse programa não é parecido com nenhum outro que está no ar. É um sonho antigo que eu vinha amadurecendo. Este ano, em abril, entreguei um resumo do que eu queria fazer e fiquei muito feliz quando soube que o projeto agradou. Já estamos trabalhando com um núcleo bem pequeno, mas já a partir da próxima semana a implementação desse programa será acelerada. Agora, por questões estratégicas, ainda não posso contar nada sobre a estrutura, cenário, locação, horário ou dia da semana".
No carnaval de 2014, Fátima voltou a narrar os desfiles das escolas de samba do Rio de Janeiro, ao lado de Luís Roberto, substituindo a também jornalista Glenda Kozlowski. Em 2014, atuou pela primeira vez fazendo uma participação especial da telenovela Geração Brasil, e estrelou pela primeira vez um anúncio comercial na televisão, para a Seara, em um contrato de R$ 5 milhões. Atualmente, sua carreira é agenciada pela agência Play9.
Em 2024, Fátima foi demitida da Globo após 37 anos de trabalho; o motivo que no contato fixo, estava que seu alto salário fixo, e outro motivos por seus programas não estarem dando muita audiência, e também, por ela estar focada em outros projetos. Fátima ganhava cerca de R$ 1,5 milhão na TV Globo.

## Vida pessoal
Seu primeiro casamento se deu de 1987 a 1988 com um engenheiro carioca chamado Marcelo Carvalho. Em 1989, separada e morando sozinha, conheceu o jornalista William Bonner, e passaram a se relacionar. Após um ano de namoro, oficializaram a união em 1990. Após passar quatro anos tentando engravidar, e após fazer tratamentos medicamentosos e hormonais sem êxito, decidiu efetuar uma inseminação artificial, conseguindo seu intento. Assim, deu à luz, em 21 de outubro de 1997, os trigêmeos Vinícius, Laura e Beatriz Bernardes Bonemer.
Após 26 anos de união, seu casamento com Bonner terminou em divórcio, no ano de 2016, quando ambos declararam, em 29 de agosto, em seus perfis no Twitter, que estavam separados, sem dar maiores detalhes. Fátima tem uma irmã, Vânia Bernardes, que mora na França, onde é professora de Química na universidade de Toulouse. Desde 2017, Fátima namora o deputado federal Túlio Gadêlha.
Em dezembro de 2020 revelou que havia sido diagnosticada com câncer uterino em estágio inicial e que seria submetida a uma cirurgia, precisando afastar-se do programa por alguns dias.

## Filmografia

### Televisão
| Ano             | Título                        | Emissora                | Função                   | Nota(s)                     |
| --------------- | ----------------------------- | ----------------------- | ------------------------ | --------------------------- |
| 1987–92         | RJTV                          | TV Globo Rio de Janeiro | Âncora                   |                             |
| 1989–93         | Jornal da Globo               | TV Globo                | Âncora                   |                             |
| 1993–96 1997–98 | Fantástico                    | TV Globo                | Âncora                   |                             |
| 1996–97         | Jornal Hoje                   | TV Globo                | Âncora                   |                             |
| 1998–11         | Jornal Nacional               | TV Globo                | Âncora                   |                             |
| 2012–22         | Encontro com Fátima Bernardes | TV Globo                | Apresentadora            |                             |
| 2012            | Cheias de Charme              | TV Globo                | Ela mesma                | Episódio: "27 de setembro"  |
| 2013            | A Grande Família              | TV Globo                | Ela mesma                | Episódio: "11 de setembro"  |
| 2014            | Geração Brasil                | TV Globo                | Ela mesma                | Episódio: "5 de maio"       |
| 2015            | Alto Astral                   | TV Globo                | Ela mesma                | Episódio: "13 de janeiro"   |
| 2015            | Babilônia                     | TV Globo                | Ela mesma                | Episódio: "22 de abril"     |
| 2015            | I Love Paraisópolis           | TV Globo                | Ela mesma                | Episódio: "15 de outubro"   |
| 2016            | Minha Mãe É uma Peça 2        | TV Globo                | Ela mesma                | [ 40 ]                      |
| 2018            | Segundo Sol                   | TV Globo                | Ela mesma                | Episódio: "1º de setembro"  |
| 2019            | Espelho da Vida               | TV Globo                | Ela mesma                | Episódio: "14 de março"     |
| 2019            | A Dona do Pedaço              | TV Globo                | Ela mesma                | Episódio: "30 de maio"      |
| 2020            | Salve-se Quem Puder           | TV Globo                | Ela mesma                | Episódio: "15 de fevereiro" |
| 2020            | Criança Esperança             | TV Globo                | Apresentadora            |                             |
| 2021            | Filhas de Eva                 | TV Globo                | Ela mesma                | Episódio: "1"               |
| 2023            | Vai na Fé                     | TV Globo                | Episódio: "11 de agosto" |                             |
| 2022–23         | The Voice Brasil              | TV Globo                | Apresentadora            |                             |
| 2023            | The Voice Kids                | TV Globo                | Apresentadora            |                             |
| 2023–24         | Assim Como a Gente            | GNT                     | Apresentadora            |                             |
| 2025            | Glória                        | TV Globo                | Entrevistada             |                             |

### Internet
| Ano  | Título           | Função        | Canal   |
| ---- | ---------------- | ------------- | ------- |
| 2024 | Fátima Bernardes | Apresentadora | YouTube |

## Prêmios
- 2004 – Melhores do Ano de Melhor Jornalista[45]
- 2005 – Melhores do Ano de Melhor Jornalista[14]
- 2006 – Melhores do Ano de Melhor Jornalista[14]
- 2007 – Melhores do Ano de Melhor Jornalista[14]
- 2011 – Melhores do Ano de Melhor Jornalista[14]
- 2014 – Troféu Imprensa de Melhor Apresentadora ou Animadora de TV[46]
- 2014 – Prêmio Quem de Televisão de Melhor Apresentador[47]
- 2015 – Prêmio Quem de Televisão de Melhor Apresentador[48]
- 2016 – Prêmio Quem de Televisão de Melhor Apresentador